# Dzsungel törpekuvik
A dzsungel törpekuvik (Glaucidium radiatum) a madarak osztályának a bagolyalakúak (Strigiformes) rendjéhez, a bagolyfélék (Strigidae) családjához tartozó faj.
A magyar név forrással nincs megerősítve.

## Előfordulása
Banglades, Bhután, India, Mianmar, Nepál és Srí Lanka területén honos.

## Alfajai
- Glaucidium radiatum malabaricum
- Glaucidium radiatum principum
- Glaucidium radiatum radiatum

## Megjelenése
Testhossza 23 centiméter.

## Életmódja
Rovarokra, kisebb madarakra, gyíkokra és kisemlősökre vadászik.